# Jeff "Tain" Watts
Jeff Watts, detto Tain (Pittsburgh, 20 gennaio 1960), è un batterista jazz statunitense.

## Biografia
Durante la sua carriera ha suonato con grandi jazzisti della scena contemporanea come Wynton Marsalis, Branford Marsalis, Betty Carter, Michael Brecker, Kenny Kirkland e molti altri.

## Discografia
- 1991 Megawatts
- 1999 Citizen Tain
- 2002 Bar Talk
- 2004 DeTAINed at the Blue Note
- 2007 Folk's Songs
- 2009 Watts
- 2011 Family
- 2015 Blue, Vol. 1'
- 2016 Wattify